# Proechimys steerei
Proechimys steerei е вид бозайник от семейство Бодливи плъхове (Echimyidae).

## Разпространение
Видът е разпространен в Боливия, Бразилия и Перу.